# Гдиня (порт)
54°32′03″ пн. ш. 18°34′23″ сх. д. / 54.53416667° пн. ш. 18.57305556° сх. д.
Гдинський морський порт — торговий морський порт на Гданській затоці, в Поморському воєводстві у Гдині, розташований на Кашубському узбережжі.
Загальна площа порту становить 972,9508 га, в тому числі 621,0680 га суходолу
.
Це третій за товарообігом морський порт Польщі (після Гданська та Щецина).
У 2008 році перевалка контейнерів склала 610 767 TEU, що зробило порт 4-м за цим показником на Балтійському морі.
У 2008 році вантажообіг порту становив 15,467 млн тонн вантажів
.
У 2006 році вантажообіг порту становив 14,182 млн т, що поставило порт на друге місце за перевалкою в Польщі
.
Належить Європейській організації морських портів.

## Портова інфраструктура
У 2006 році загальна довжина причалів порту Гдиня становила 13 071 м, з яких 12 964 м були придатними для використання. Загальна довжина причалів глибиною понад 10,9 м, придатних для експлуатації, склала 3421 м. Загальна довжина перевантажувальних причалів — 9544 м.
| Групи навантажень  | 2015  | 2016  | 2017  | 2018  | 2019  |
| ------------------ | ----- | ----- | ----- | ----- | ----- |
| Вугілля і кокс     | 1386  | 1485  | 2134  | 2629  | 2876  |
| Руда               | 0     | 6     | 15    | 0     | 0     |
| Інша маса          | 1356  | 1100  | 1079  | 1311  | 1492  |
| Злакові            | 3711  | 4090  | 3482  | 2995  | 3220  |
| Деревина           | 63    | 63    | 234   | 979   | 14148 |
| Генеральні вантажі | 11279 | 11465 | 12460 | 13817 | 14148 |
| Паливо             | 402   | 1324  | 1819  | 1759  | 1862  |